# Eduard Lisco
Gustav Hermann Eduard Lisco (* 5. Juni 1879 in Liebenwalde; † 10. Juni 1941 in Villingen) war ein deutscher klassischer Philologe und Gymnasiallehrer. Er war Direktor der Gymnasien in Gumbinnen (ab 1916), Neuruppin (ab 1920) und Göttingen (ab 1924). Nach der Machtübernahme durch die Nationalsozialisten wurde er 1934 gezwungen, in den Ruhestand zu treten.

## Leben
Lisco stammte aus einer brandenburgischen Pfarrersfamilie. Seine Eltern waren der Jurist Hermann Lisco (1850–1923) und Helene geb. Heilborn (1856–1924). Eduard Lisco besuchte das Prinz-Heinrichs-Gymnasium in Schöneberg. Nach eigenen Angaben beeinflussten ihn die altsprachlichen Lehrer Peter Corssen, David Coste und Otto Richter, Klassische Philologie zu studieren. Darum ging Lisco nach der Reifeprüfung zum Wintersemester 1897/1898 an die Berliner Universität, wo er Klassische Philologie und Germanistik studierte. Das Sommersemester 1898 verbrachte er an der Universität Heidelberg. Wie Lisco wenige Jahre später bei seinem Studienabschluss urteilte, schwankte er bis 1899 noch in seiner Studienrichtung: „Da ich mich während dieser drei Semester allzu vielen zerstreuten Dingen widmete, hatte ich noch nicht den rechten Weg eingeschlagen. Auf diesem hoffe ich jetzt fortzuschreiten: Dass ich wahrhaft ein Philologe werde.“ Aus seiner Berliner Studienzeit gedenkt er in der Vita seiner Dissertation des Historikers Max Lenz und des Philologen Ulrich von Wilamowitz-Moellendorff, denen er vieles zu verdanken habe.

### Studium in Göttingen
Nach seinem dritten Semester wechselte er von Berlin an die Universität Göttingen. Er wurde Mitglied des Philologisch-Historischen Vereins Göttingen im Naumburger Kartellverband. In Göttingen, so behauptet Lisco, sei er „durch die Schulung Kaibels, Leos und Roethes“ ganz zur Philologie gelangt. Neben altphilologischen und germanistischen Lehrveranstaltungen belegte er Geschichte bei Georg Busolt, Paläographie bei Wilhelm Meyer, Archäologie bei Karl Dilthey und Sprachwissenschaft bei Wilhelm Schulze und Jacob Wackernagel. Aus dieser Zeit sind zahlreiche Mit- und Nachschriften von Vorlesungen erhalten, die sich in der Handschriftenabteilung der Staats- und Universitätsbibliothek Göttingen befinden. Als Student schloss Lisco Freundschaft mit dem Schriftsteller Rudolf Borchardt. Am 15. September 1903 wurde er mit der Dissertation Quaestiones Hesiodeae criticae et mythologicae („Textkritische und mythologische Untersuchungen zu Hesiod“) promoviert, die aus einer Preisschrift hervorgegangen war. Lisco untersuchte das Verhältnis der Prometheus- und Pandora-Mythen in der Theogonie und in den Werken und Tagen. Seine Arbeit wurde in der Fachwelt mit Interesse aufgenommen, aber in Einzelheiten zurückgewiesen. Ausführliche Besprechungen widmeten ihm die Hesiod-Forscher Arthur Ludwich und Alois Rzach.

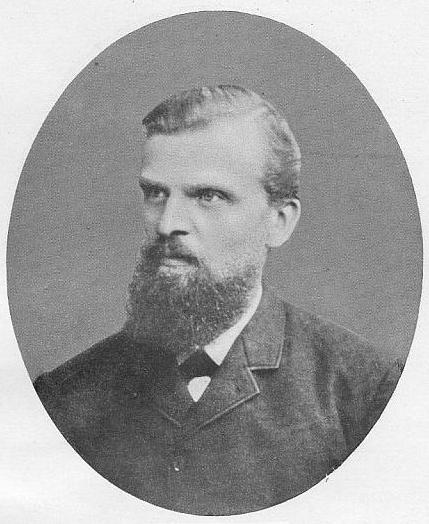
Georg Kaibel (1849–1901)
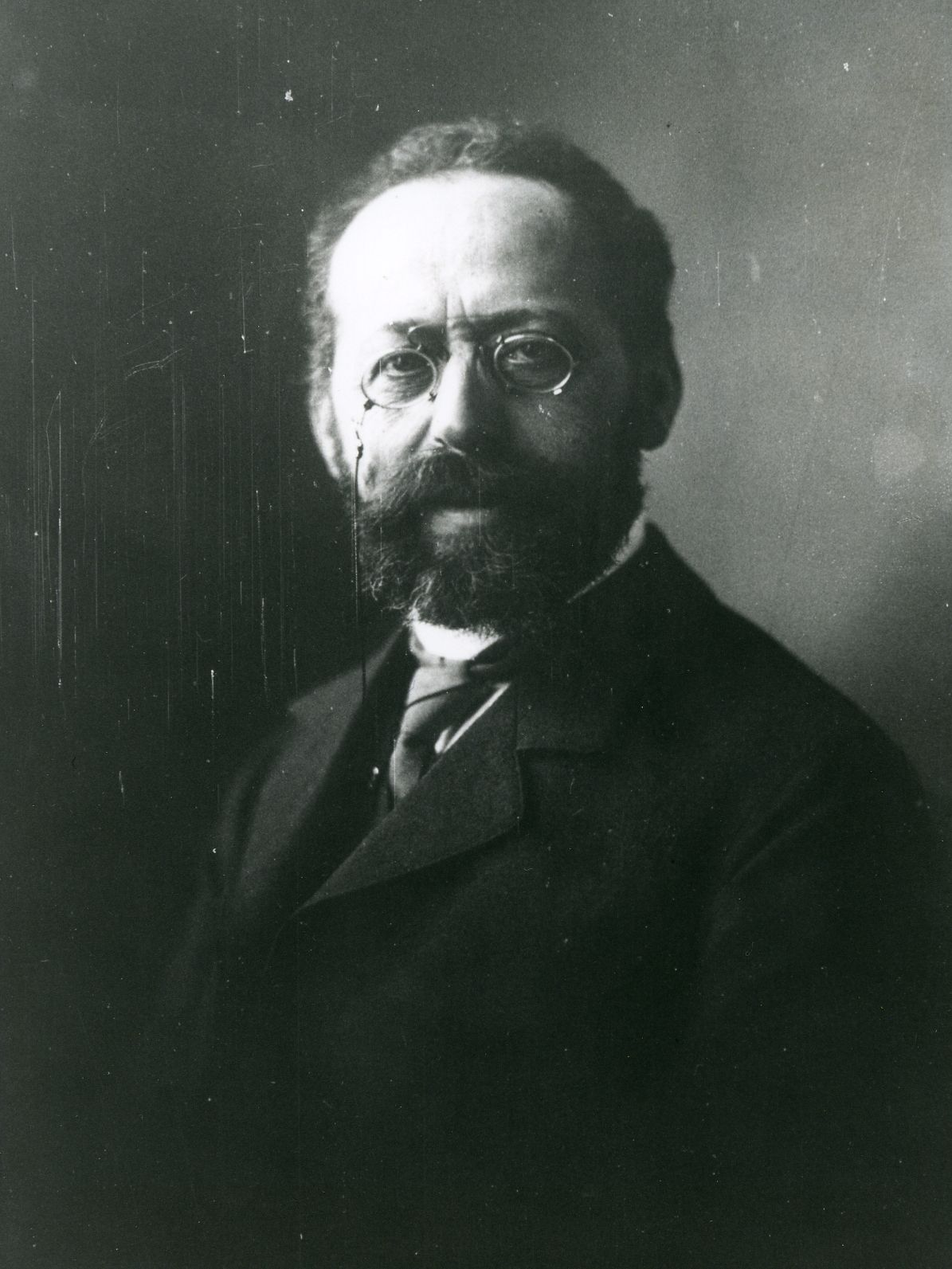
Friedrich Leo (1851–1914)
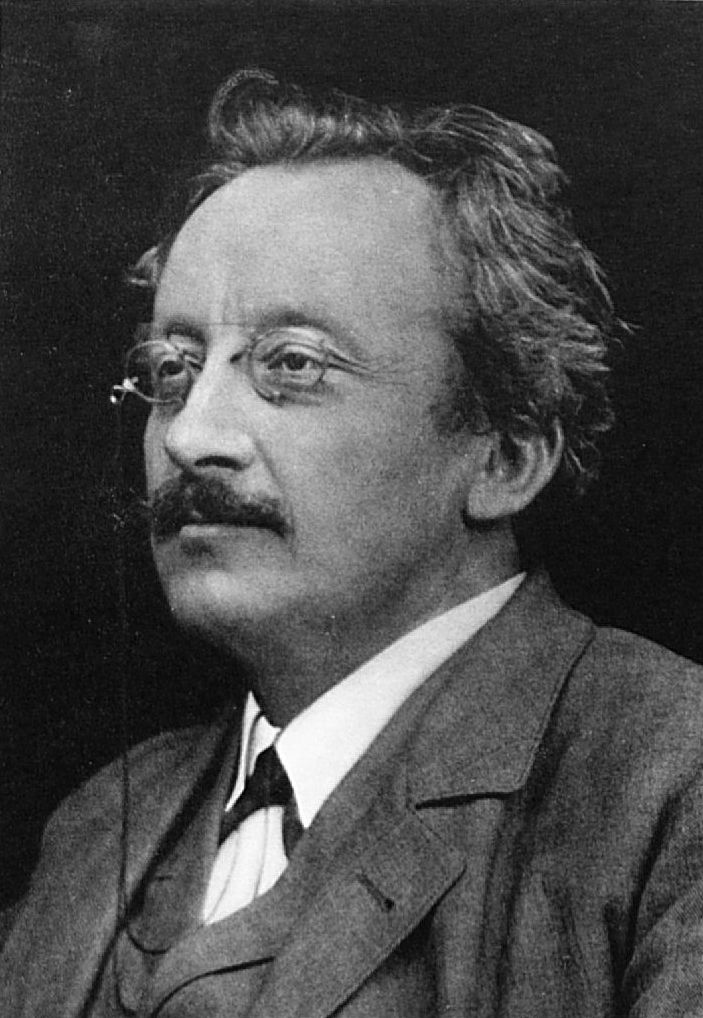
Gustav Roethe (1859–1926)

Im Oktober 1903, kurz vor dem Lehramtsexamen, begann Lisco sein Seminarjahr am Kaiserin-Augusta-Gymnasium in Charlottenburg. Vom 1. April bis zum 15. Mai 1904 war er beurlaubt und hielt sich zu Forschungszwecken beim Deutschen Archäologischen Institut auf. Von Oktober 1905 an absolvierte er sein Probejahr am Bismarck-Gymnasium in Berlin-Wilmersdorf. Kurz vor Ende des Probejahres arbeitete er im Oktober 1906 als Wissenschaftliche Hilfskraft am Deutschen Archäologischen Institut in Athen. Hier bearbeitete er die sechste Auflage von Meyers Reiseführer durch Griechenland und Kleinasien.

### Gymnasiallehrer und -direktor in Frankfurt (Oder), Schulpforta, Gumbinnen, Neuruppin
Seit dem 1. April 1906 war Lisco als Oberlehrer am Friedrichsgymnasium zu Frankfurt (Oder) fest angestellt. Er unterrichtete in Frankfurt gleichzeitig vier Stunden pro Woche an einer Schule für Höhere Töchter. Am 26. September 1906 heiratete er in Mainz-Gonsenheim Bertha Helene Klein (* 21. März 1877 in Büdingen im Großherzogtum Hessen). Am 1. April 1909 wechselte er an die Landesschule Pforta. Seine erste Direktorenstelle erhielt er am 1. Februar 1916 an der Friedrichsschule in Gumbinnen, die zugleich Gymnasium und Realschule war. Vom 11. Januar bis zum 11. Februar desselben Jahres leistete er außerdem als Kanonier beim vierten Feldartillerie-Regiment in Magdeburg Kriegsdienst. Nach dem Ende des Ersten Weltkriegs bemühte sich Lisco um Versetzung an ein Gymnasium in einer Universitätsstadt. Zunächst wurde er im Oktober 1920 an das Friedrich-Wilhelms-Gymnasium in Neuruppin versetzt.

### Direktorat in Göttingen und Verdrängung durch die Nationalsozialisten

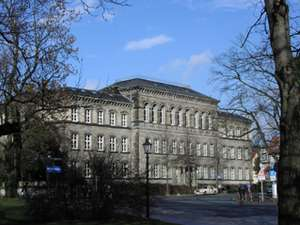
Das Schulgebäude des Staatlichen Gymnasiums Göttingen (seit 1947 Max-Planck-Gymnasium).

Am 1. Juli 1924 fand Lisco als Direktor des Staatlichen Gymnasiums zu Göttingen seine Lebensstellung. In seinem ersten Anstellungsjahr hielt er mehrere Schulveranstaltungen ab, „die die Erweckung und Festigung einer positiven Einstellung zur Weimarer Republik zum Ziel hatten“ (Schäfer-Richter). Im Zuge der Gymnasialreform erarbeitete Lisco mit dem Lehrerkollegium am Göttinger Gymnasium fächerübergreifende Unterrichtseinheiten. Gemeinsam mit dem Griechischlehrer Max Carstenn gab er von 1928 bis 1935 eine Schulausgabe des griechischen Historikers Thukydides heraus, die im Teubner-Verlag erschien.
Nach der Machtübernahme durch die Nationalsozialisten geriet Lisco als Befürworter der Weimarer Republik ins Visier der Machthaber. Infolge des Gesetzes zur Wiederherstellung des Berufsbeamtentums (§ 5) wurde Lisco am 7. April 1933 vom Studiendirektor zum Studienrat degradiert. Unter dem wachsenden Druck bat er im Februar 1934 um Versetzung in den Ruhestand, die zum 1. August erfolgte. Die Schulleitung äußerte im Bericht über das Jahr 1933/1934 ihren Unmut über diese Entwicklung: „Das an sich sehr bewegte Berichtsjahr endet mit besonders einschneidenden Veränderungen für unsere Schule: nach Abnahme der Reifeprüfung am 22./24. Februar erbat Schuldirektor Dr. Eduard Lisco seine Beurlaubung, er wurde Opfer der Bestimmungen des § 4 des Beamtengesetzes … Schule und Schüler werden ihn, der stets von bestem Wollen beseelt war, nicht vergessen.“ Diese offene Kritik musste die Schule zwei Jahre später zurücknehmen. In der revidierten Fassung des Berichts vom 6. Januar 1936 hieß es nur noch: „Er (Lisco) wurde aufgrund § 5 des Gesetzes zur Wiederherstellung des Berufsbeamtentums … als Nichtarier in den Ruhestand versetzt“. Nach der Pensionierung zog Lisco vom Theaterplatz 10 (direkt neben dem Schulgebäude) in den nahegelegenen Hainholzweg 15. Die Schulleitung nahm von 1934 bis 1935 interimistisch Dr. Otto Wecker wahr. Lisco verbrachte seinen Lebensabend in Villingen im Schwarzwald, wo er am 10. Juni 1941 im Alter von 62 Jahren starb. Im Bericht des Göttinger Gymnasiums von 1940/1941 findet sich der Vermerk, dass „der Direktor (Dr. Walther John) am Grabe des Verstorbenen den Kranz der Schule“ niederlegte.
Eduard und Bertha Lisco hatten drei Kinder. Ihre Tochter Hedwig Lisco (1907–1987) heiratete 1934 den Theologen Friedrich Heyer. Die Söhne Hermann (1910–2000) und Theodor (1913–?) wanderten aus Deutschland aus: Theodor 1932 als Landarbeiter nach Argentinien und Hermann 1936 in die USA, wo er als Radiologe in der Krebsforschung wirkte.

## Schriften (Auswahl)
- Quaestiones Hesiodeae criticae et mythologicae. Göttingen 1903 (Dissertation)
- Vom Arbeitsunterricht in den alten Sprachen. Leipzig 1926
- mit Max Carstenn: Thucydides: De bello Peloponnesiaco (Text). Leipzig 1928
- mit Max Carstenn: Thucydides: De bello Peloponnesiaco (Kommentar Buch 1–4). Leipzig 1930
- mit Max Carstenn: Thucydides: De bello Peloponnesiaco (Kommentar Buch 5–8). Leipzig 1931